# Palacio de Justicia de los Estados Unidos Mitchell H. Cohen (Camden)
La Oficina de Correos y el Palacio de Justicia de los Estados Unidos (1932) y el Palacio de Justicia de los Estados Unidos Mitchell H. Cohen (1994) albergan el Tribunal de Distrito de los Estados Unidos para el Distrito de Nueva Jersey en Camden (Estados Unidos). Los edificios están unidos por una pasadizo elevado en el segundo piso.

## Oficina de correos y juzgado de los Estados Unidos
Ubicada en 401 Market Street entre Camden Central Business District y Cooper Grant, la oficina de correos y juzgados de los Estados Unidos abrió sus puertas en 1932. El edificio de estilo art déco neoclásico fue diseñado por la Oficina del Arquitecto Supervisor de James A. Wetmore con un exterior principalmente de piedra caliza, granito y ladrillo. Las características interiores prominentes incluyen detalles de terracota decorativos y coloridos, ornamentación colonial española y una sala de ceremonias con artesonado de roble.
El edificio alberga el Distrito de la Corte de Quiebras de los Estados Unidos de Nueva Jersey. El edificio figura en los registros estatales y federales de lugares históricos. 

## Palacio de justicia de los Estados Unidos Mitchell H. Cohen (anexo)

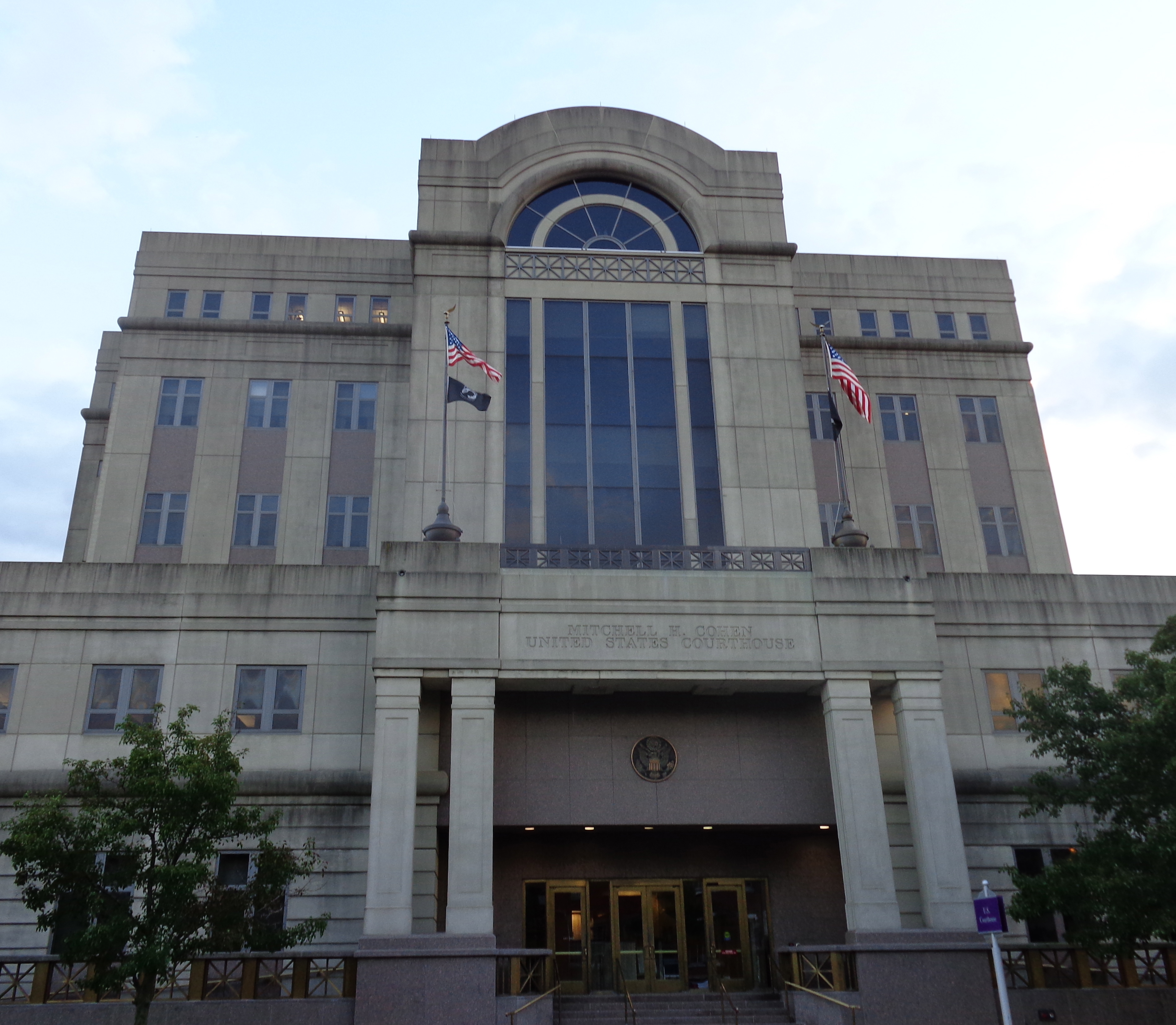
Palacio de justicia de los Estados Unidos Mitchell H. Cohen (1994)

El Palacio de Justicia de los Estados Unidos Mitchell H. Cohen fue designado en 1992 en honor del juez federal Mitchell H. Cohen. Completado en 1994, la entrada del palacio de justicia se encuentra en Cooper Street. El edificio de siete pisos y 16 722 m² e incluye 12 salas de audiencias e instalaciones para asistentes, suites para jueces de apelación, sala del gran jurado, oficina del secretario del distrito, oficina administrativa del servicio Marshall de los Estados Unidos, centro de detención de prisioneros, biblioteca de derecho y estacionamiento interior seguro.

## Galería
En 1999, se creó una adición que conecta dos alas del edificio en el segundo piso del edificio. Los dibujos de arriccio y sinopia del fresco del mural Jersey Homesteads de Ben Shahn (1938) se retiraron de su ubicación original en el centro comunitario en lo que ahora se ha convertido en Roosevelt y se instalaron permanentemente en la galería diseñada a medida dentro de este.